# Steeple Jason
Steeple Jason är en ö i territoriet Falklandsöarna (Storbritannien). Den ligger i den nordvästra delen av landet, 250 km väster om huvudstaden Stanley. Arean är 8,7 kvadratkilometer.
Terrängen på Steeple Jason är lite kuperad. Öns högsta punkt är 244 meter över havet. Den sträcker sig 5,7 kilometer i nord-sydlig riktning, och 7,0 kilometer i öst-västlig riktning.